# 文件流

## 定义
fstream继承自iostream。与iostream、sstream共同作为头文件构成IO标准库。
fstream继承自iostream。与iostream、sstream共同作为头文件构成IO标准库。

## 所含类型
fstream头文件定义了三种支持文件IO的类型：
- istringstream从文件中读取；由istream派生而来。
- ostringstream写到文件中去；由ostream派生而来。
- fstream读写文件；由iostream派生而来。